# Komet (Zug)

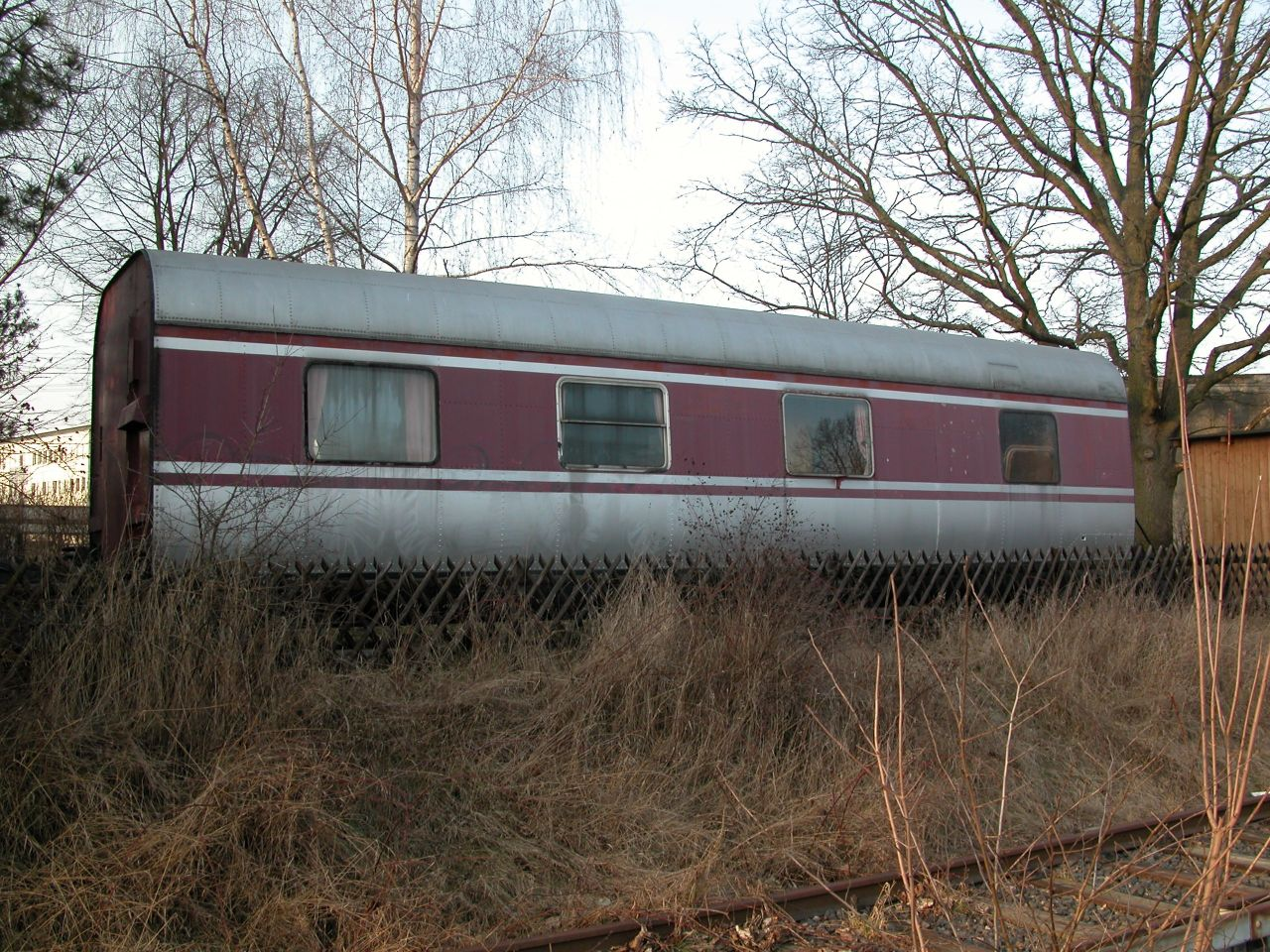
VT 10 551i in Nürnberg-Stein

Der Komet war der einzige Nachtzug, der von der Deutschen Bundesbahn als Fernschnellzug eingestuft wurde. Er verkehrte von Hamburg überwiegend nach Zürich, anfangs nur bis Basel SBB.

## Geschichte

### Fernschnellzug
Zum Sommerfahrplan 1954 wurde das Nacht-Fernschnellzug-Paar Komet mit dem Zuglauf Hamburg-Altona – Hannover – Altenbeken – Kassel – Frankfurt (Main) – Mannheim – Basel – Zürich eingeführt. In Deutschland führte es die Zugnummern Ft 49/50, bei den Schweizerischen Bundesbahnen die Bezeichnung „ZM“ (Zürich–Basel) und „HZ“ (Basel–Zürich). 
Zum Einsatz auf dieser Verbindung war der Triebwagen VT 10 551 vorgesehen. Da es davon nur ein Fahrzeug gab, die Fahrzeit zwischen Hamburg und Zürich aber mehr als 13 Stunden betrug, konnte jede Fahrtrichtung höchstens an jedem zweiten Tag angeboten werden. Der Fahrplan sah deshalb alternierend drei Fahrten pro Richtung und Woche vor. Der VT 10 551 machte aber von Anfang an Schwierigkeiten. Er kam überhaupt erst Mitte Juni oder Ende Juli 1954 zum ersten fahrplanmäßigen Einsatz. Bis dahin und während der folgenden Ausfallzeiten verkehrte ersatzweise ein lokomotivbespannter Wagenzug, der ständig vorgehalten werden musste. Längere Aufenthalte beim Hersteller folgten. Erst im Sommer 1955 übernahm die Deutsche Bundesbahn den Zug. Wegen dieses aufwändigen Betriebes wurde das Fahrzeug zum Sommerfahrplan 1958 aus dem Plandienst genommen.
Ab Sommer 1958 wurde der Zug täglich angeboten und über Heidelberg statt Mannheim geführt. Er war nun lokomotivbespannt und bestand aus Schlafwagen, Liegewagen, einem Halbspeisewagen, Gepäckwagen und als Neuerung auch gedeckten Autoreisezugwagen.
Ab Sommer 1960 wurde der Zuglauf auf Hamburg – Basel verkürzt und ein Schlafwagen nach Chur mitgeführt. In den folgenden Jahren wurden die Kurswagenläufe erweitert, es kamen Wagen Stockholm – Milano, Stockholm – Chur, København – Chur, Großenbrode – Chur und Hamburg – Genève hinzu.

### Schnellzug
Ab 1963 wurde der Zug als Schnellzug (D) eingestuft, die Kurswagen aus Dänemark und Schweden entfielen, dafür gab es nun einen Zugteil von Bremen nach Basel bzw. Chur. Der Zug wurde fortan nicht mehr über Kassel geführt und hielt im Bahnhof Frankfurt (Main) Süd, um einen nächtlichen Fahrtrichtungswechsel zu ersparen.
1970 änderte sich die Zugnummer auf D 470/471 Hamburg – Basel mit Kurswagen Bremen – Genève, Hamburg – Chur und Hamburg – Chiasso. Die Autoreisezugwagen verkehrten nun zwischen Bremen/Hamburg-Altona und Lörrach.

### EuroCity
1987 bis 1991 wurde der Komet als EuroCity-Nacht bezeichnet und der Laufweg auf Hamburg – Chur verlängert.

### Schnellzug
1991 bis 1995 wurde der Zug wieder als Schnellzug mit dem Laufweg Hamburg – Basel und einzelnen Kurswagen nach Chur geführt.

### CityNightLine
Ab 1995 ging der Betrieb auf die neu gegründete City Night Line CNL AG über. Der Zug war nun aus neuen Doppelstockschlafwagen, einem Speisewagen sowie Ruhesesselwagen (umgebaut aus Liegewagen) zusammengestellt. Die Zuggattung war zunächst EuroNight, ab 1998 City Night Line. Später kamen Liegewagen hinzu.
Ab 1999 wurde der Zug zwischen Hannover und Karlsruhe über Bielefeld und Dortmund geführt.
2004 änderte sich die Zugnummer auf 408/409, 2009 auf 478/479, wobei der Laufweg wieder über Kassel-Wilhelmshöhe ging.

### Nightjet
Seit 2016 betreibt die Deutsche Bahn keine eigenen Nachtreisezüge mehr. Unter der schon 1970 bis 2004 genutzten Zugnummer EN 470/471 wurde seitdem ein Nightjet der ÖBB betrieben, der von Hamburg über Berlin und Basel nach Zürich fuhr. Seit Dezember 2017 läuft der nightjet 470/471 nur noch zwischen Berlin und Zürich mit einem Flügelzug 400/401 von/nach Hamburg, der zwischen Hildesheim und Zürich mit dem 470/471 vereinigt wird, was eine kürzere Fahrzeit von und nach Hamburg sowie die Bedienung von Hannover ermöglicht. Zwischen Berlin und Zürich wurden Doppelstockschlafwagen (ehemals CityNightLine) angeboten, zwischen Hamburg und Zürich einstöckige Schlafwagen „ComfortLine“ (ehemals Deutsche Bahn). Ab Dezember 2019 wurden aufgrund der höheren Nachfrage nach Hamburg die Schlafwagen getauscht, seitdem laufen die Doppelstockschlafwagen zwischen Zürich und Hamburg. Außerdem führen beide Zugteile Liegewagen (einschließlich eines behindertengerechten Wagens) und Abteilwagen, seit 2020 außerdem Großraumwagen erster und zweiter Klasse der Deutschen Bahn zwischen Zürich und Hamburg; die Sitzwagen werden unter Intercity-Zugnummern geführt und sind über die Deutsche Bahn wie ein Tagesreisezug buchbar.